# Liste der Biografien/Gip
Liste der Biografien |
Portal Biografien |
Personensuche
# |
A |
B |
C |
D |
E |
F |
G |
H |
I |
J |
K |
L |
M |
N |
O |
P |
Q |
R |
S |
T |
U |
V |
W |
X |
Y |
Z |
?
 
Ga |
Gb |
Gc |
Gd |
Ge |
Gf |
Gh |
Gi |
Gj |
Gk |
Gl |
Gm |
Gn |
Go |
Gp |
Gq |
Gr |
Gs |
Gu |
Gv |
Gw |
Gy |
Gz
 
Gia |
Gib |
Gic |
Gid |
Gie |
Gif |
Gig |
Gih |
Gij |
Gik |
Gil |
Gim |
Gin |
Gio |
Gip |
Gir |
Gis |
Git |
Giu |
Giv |
Giw |
Giy |
Giz
Die Liste der Biografien führt alle Personen auf, die in der deutschsprachigen Wikipedia einen Artikel haben. Dieses ist eine Teilliste mit 23 Einträgen von Personen, deren Namen mit den Buchstaben „Gip“ beginnt.

## Gip

### Giph
- Giphanius, Obertus (1534–1604), deutscher Philologe und Jurist

### Gipi
- Gipi (* 1963), italienischer Comickünstler und Filmemacher

### Gipk
- Gipkens, Julius (1883–1962), deutscher Gebrauchsgrafiker

### Gipp
- Gipp, George (1895–1920), US-amerikanischer American-Football-Spieler
- Gippenreiter, Julija Borissowna (* 1930), russische Psychologin
- Gippenreiter, Wadim Jewgenjewitsch (1917–2016), russischer Journalist und Fotograf
- Gipper, Helmut (1919–2005), deutscher Sprachwissenschaftler und Hochschullehrer
- Gipper, Manfred (* 1956), deutscher Maler und Collagist
- Gipperich, Brian (* 1997), deutscher Handballspieler
- Gipperich, Hermann (1882–1959), deutscher Diplomat und Generalkonsul
- Gippert, Jost (* 1956), deutscher Sprachwissenschaftler und Kaukasologe
- Gipps, George (1791–1847), Gouverneur von New South Wales (1838–1846)
- Gipps, Ruth (1921–1999), britische Pianistin und Komponistin

### Gips
- Gipser, Dietlinde (1941–2023), deutsche Soziologin
- Gipser, Franz (1890–1955), deutscher Jurist und Präsident des Bayerischen Obersten Landesgerichts
- Gipser, Wolfgang (1935–2022), deutscher Turner, Turntrainer und -kampfrichter
- Gipslis, Aivars (1937–2000), lettischer Schach-Großmeister
- Gipson, Graham (1932–2023), australischer Sprinter
- Gipson, Ken (* 1996), deutsch-US-amerikanischer FußballspielerKen Gipson (* 1996)

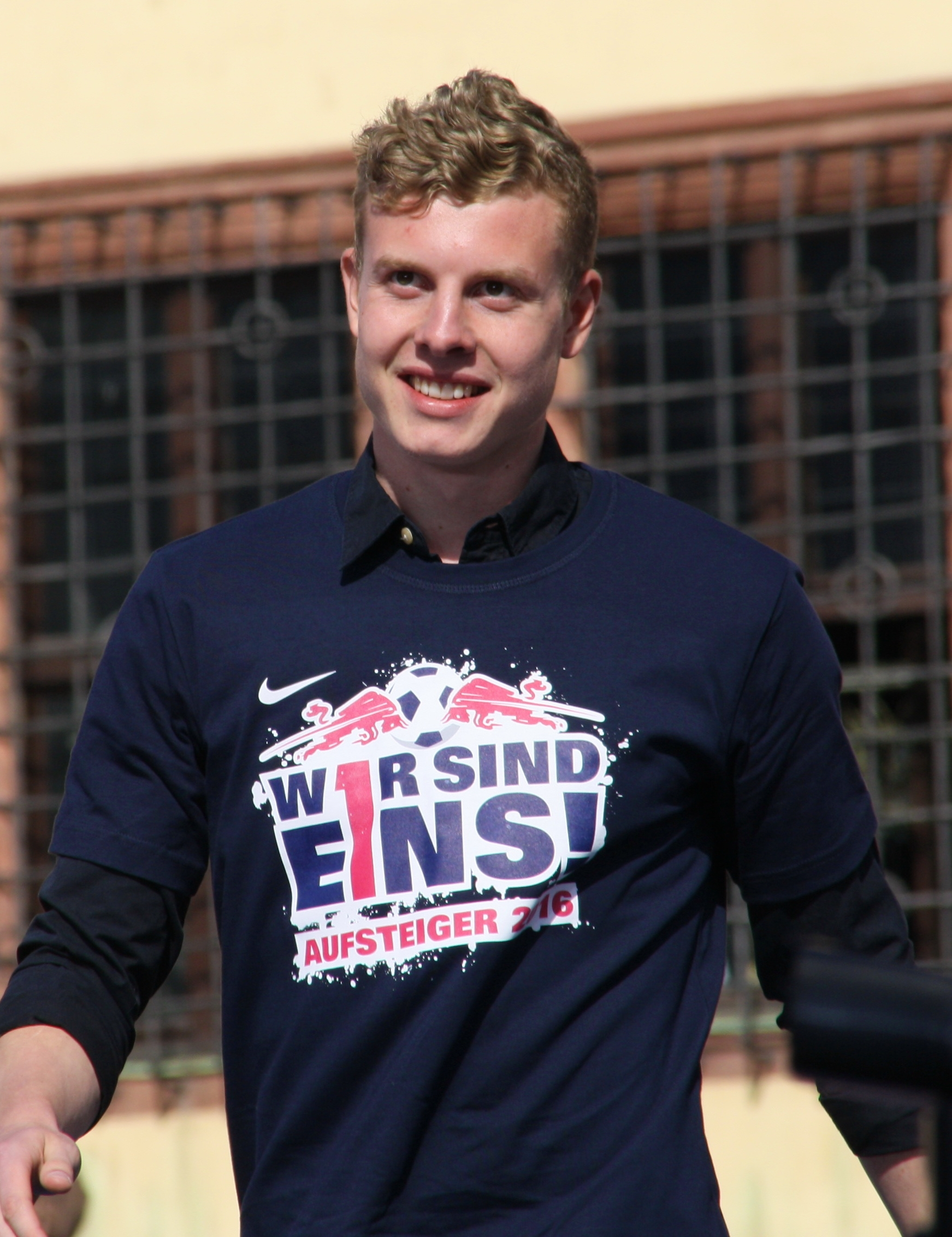
Ken Gipson (* 1996)

- Gipson, Lawrence Henry (1880–1971), amerikanischer Historiker
- Gipson, Teddy (* 1980), US-amerikanischer Basketballspieler
- Gipson, Xavier (* 2001), US-amerikanischer American-Football-Spieler
- Gipsy (* 1982), tschechischer Rapper